# Галапагосские вьюрки
Галапагосские вьюрки, или Дарвиновы вьюрки (лат. Geospizinae) — эндемичная группа птиц, населяющая Галапагосские острова (14 видов) и остров Кокос (1 вид). Иногда причисляется к семейству овсянковых (Emberizidae), хотя классификация Сибли — Алквиста относит её к семейству танагровых (Thraupidae).
Своё второе название получила в честь Чарльза Дарвина (1809—1882), который впервые оценил их значение с точки зрения эволюционной биологии. Все галапагосские вьюрки произошли от единого предка, первоначально переселившегося с близлежащего материка 2—3 миллиона лет назад.
Представители группы — небольшие птицы примерно одинаковой длины тела 10—20 см. Виды группы отличаются друг от друга размером и формой клюва, что позволяет им занимать разные экологические ниши. Кроме того, виды отличаются окраской оперения (преобладают коричневатый или чёрный цвета) и вокализацией.

## Классификация
- Род Geospiza — Земляные вьюрки[3]

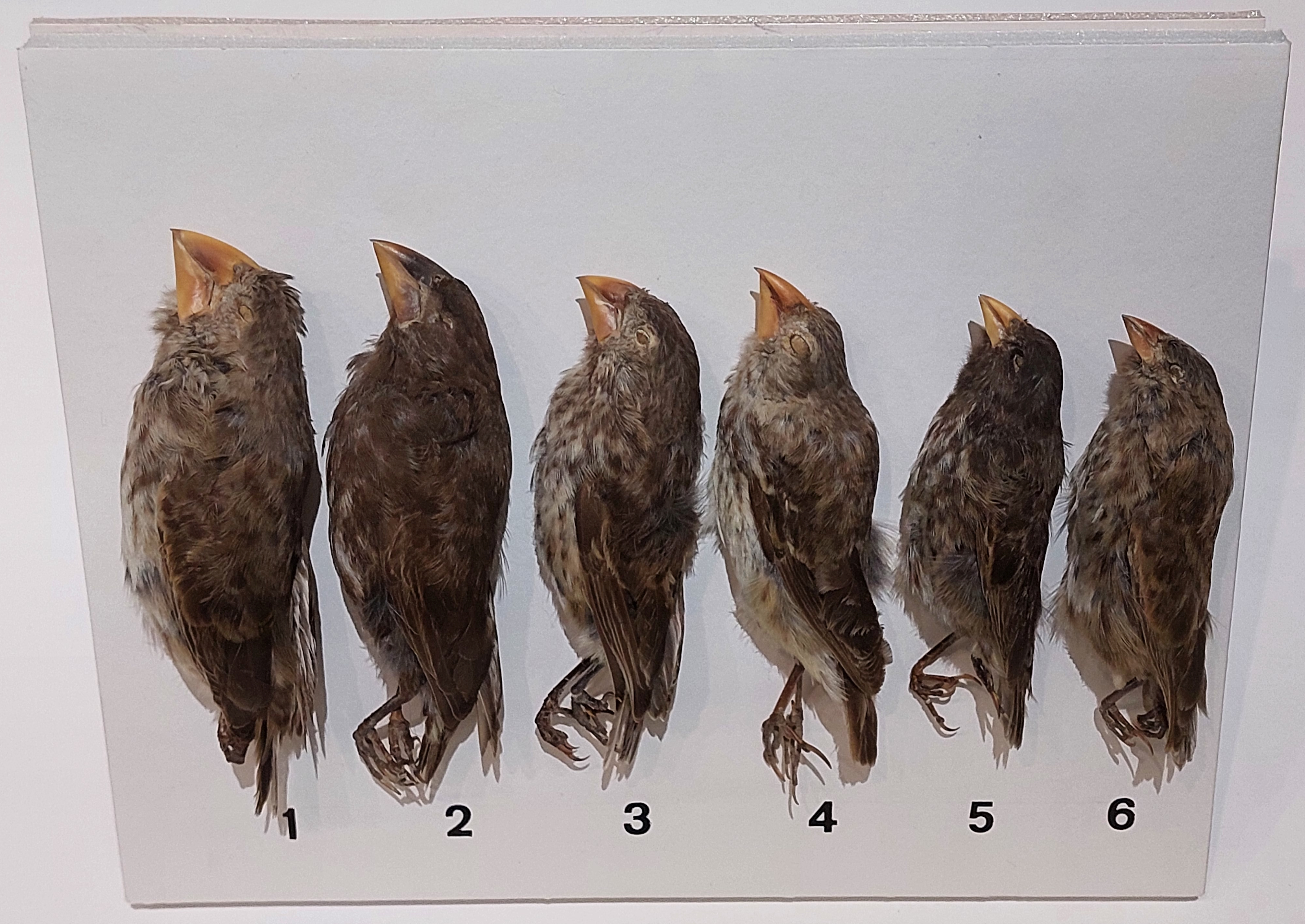
Галапагосские вьюрки:
1. Большой земляной вьюрок (Geospiza magnirostris); 2. Большой кактусовый земляной вьюрок (Geospiza conirostris) ;3. Средний земляной вьюрок (Geospiza fortis); 4. Кактусовый земляной вьюрок (Geospiza scandens); 5. Малый земляной вьюрок (Geospiza fuliginosa); 6. Остроклювый земляной вьюрок (Geospiza difficilis)

  - Geospiza conirostris — Большой кактусовый земляной вьюрок
  - Geospiza difficilis — Остроклювый земляной вьюрок
  - Geospiza fortis — Средний земляной вьюрок
  - Geospiza fuliginosa — Малый земляной вьюрок
  - Geospiza magnirostris — Большой земляной вьюрок
  - Geospiza scandens — Кактусовый земляной вьюрок
- Род Camarhynchus — Древесные вьюрки
  - Camarhynchus crassirostris — Толстоклювый древесный вьюрок
  - Camarhynchus heliobates — Мангровый древесный вьюрок
  - Camarhynchus pallidus — Дятловый древесный вьюрок
  - Camarhynchus parvulus — Малый древесный вьюрок
  - Camarhynchus pauper — Большой древесный вьюрок
  - Camarhynchus psittacula — Попугайный древесный вьюрок
- Род Certhidea — Славковые вьюрки
  - Certhidea olivacea — Славковый вьюрок
  - Certhidea fusca
- Род Pinaroloxias — Кокосовые вьюрки
  - Pinaroloxias inornata — Кокосовый вьюрок, эндемик острова Кокос